# XFX
XFX – oddział firmy PINE Technology, skoncentrowany na kartach graficznych w segmencie high-end. XFX wykorzystuje zasoby PINE do tworzenia komponentów wyposażanych w akceleratory graficzne opartych na układach firmy NVIDIA i ATI. Podobnie do firm BFG i EVGA, XFX oferuje karty graficzne z układami fabrycznie podkręconymi.

## Karty graficzne
Firma ta wydała osiem serii swoich kart graficznych:

### NVIDIA
1. GeForce 5
2. GeForce 6
3. GeForce 7
4. GeForce 8
5. GeForce 9
6. Fatal1ty
7. GeForce GTX 200

### ATI

#### ATI Radeon HD 4000
1. HD 4890
2. HD 4870
3. HD 4850
4. HD 4830
5. HD 4770
6. HD 4670
7. HD 4650
8. HD 4350
9. HD 4550

#### ATI Radeon HD 5000
1. HD 5850 Series
2. HD 5870 Series
3. HD 5770 Series
4. HD 5750 Series
5. HD 5970 Series
6. HD 5670 Series
7. HD 5450 Series
8. HD 5570 Series

#### ATI Radeon HD 6000
1. HD 6990 Series
2. HD 6970 Series
3. HD 6950 Series
4. HD 6870 Series
5. HD 6850 Series
6. HD 6790 Series
7. HD 6770 Series
8. HD 6750 Series
9. HD 6670 Series
10. HD 6570 Series
11. HD 6450 Series